# غنسول كندي (سردابة)
غنسول کندي (بالفارسية: گنسول‌کندی) هي قرية تقع في إيران في أردبيل. يقدر عدد سكانها بـ 435 نسمة بحسب إحصاء 2016.